# ألف ليلة وليلة (مسلسل 2014)
ألف ليلة وليلة هو مسلسل مغربي مقتبس من رواية ألف ليلة وليلة الشهيرة أنتجته قناة مدي 1 تي في وقامت بعرضه طوال شهر رمضان. وتم تصوير العمل في مدينة أكادير ويهتم المسلسل بإبراز التراث الثقافي المغربي بوضوح من خلال المناظر والملابس خاصةً. بعد انتهاء العرض قررت القناة تصوير جزء ثانٍ للمسلسل لتقوم بعرضه في 2015.
وأعتُبِر المسلسل «رهان» القناة على جذّب المشاهدين في الموسم الرمضاني.

## القصة
يتمحور المسلسل عن قصة ألف ليلة وليلة وحول الشخصيتين الرئيستين فيها شهرزاد بنت الوزير، وشهريار الملك الذي قرر الزواج بكل نساء مملكته وقتلهن في اليوم الثاني، بعد أن اكتشف خيانة زوجته له. غير إن شهرزاد تنجو كل مرة من سيف جلاد شهريار بحدثٍ جديد وقصة جديدة ومكائد من الأعداء.

## الأدوار والممثلين
- يونس بواب بدور شهريار[6]

شهريار تولى العرش في سن الثالثة والعشرين من عمره بعد وفاة والديه في حرب دامية. وتمكن الملك شهريار رغم صغر سنه من أخذ زمام مملكته التي تمتد إلى حدود الصين والهند. شهريار له أخوين: بدرزمان وشهزمان. هذا الأخير يتولى حكم مملكة الشمال بينما بدرزمان يعيش مسجونا في القصر لأنه حاول قتل أخيه شهزمان، فنفاه شهريار في سجن القصر، محروما من كل تواصل مع العالم الخارجي. شهريار ملك شاب وقوي، يحظى بذكاء فائق. وهو ملك عادل ومتسامح، لكنه يتحول إلى رجل قاس وعنيف عندما يحس بالخيانة.
- نادية كوندا بدور شهرزاد

شهرزاد هي ابنة أرسلان وزير شهريار. فقدت أمها في سن مبكرة، لهذا قامت بتربية أختها الصغيرة، دنيازاد، وهي المسؤولة علي المنزل. شهرزاد فتاة جميلة، مختلفة على بنات القصر بلطافتها وذكائها. ذكاؤها يتجلى في حسن التدبير و «الدبلوماسية». تستمع للآخرين وتتعاطف مع مشاكل الآخرين ولكن في نفس الوقت، تكون حازمة عند الحاجة. أرادت الزواج من الملك شهريار رغم قسوته مع النساء لتخفيف الحمل على أبيها الوزير وخصوصا للزواج من الرجل التي تحب في سكات.
- جاد شكيف بدور بدرزمان الوحش

بدرزمان هو أخو الملك شهريار، مُسخ على هيئة وحش وسجن انفراديا في سجن القصر لمحاولته قتل أخيه شهزمان ملك مملكة الشمال.
- أيوب اليوسفي بدور شهزمان

شهزمان هو الأخ بالتبني للملك شهريار. هو في الأصل ابن وزير أب شهريار. مات أبوه في الحرب دفاعا عن الوطن وماتت أمه عند ولادته. أصبح شهزمان يتيما في سن الثالثة، فتبناه الملك الأب وعاش في القصر مع الأمراء. يعتبره شهريار أخا له وأعطى له مسؤولية مملكة الشمال. شهزمان أمير وفي لأخيه، متسامح وشجاع.
- فاطمة الزهراء الجوهري بدور قمر

قمر هي ابنة رجل بارز في المملكة، تزوجت شهزمان حبا في السلطة. هي إنسانة أنانية، لا تحب إلا نفسها، رغم الحب الأعمى لشهزمان لها. هدفها الوحيد هو الوصول إلى القمة وأن تصبح ملكة. عدوتها الأولى هي شهرزاد لأنها تريد أن تأخذ مكانها في المملكة
- دنيا أبزا بدور خنساء

خنساء وصيفة قمر. تقلد قمر في كل شيء وتريد أن تشبهها. هدفها الوحيد هو التزوج بشخص بارز ومعروف.
- يونس بن زاكور بدور أسوليل

أسوليل ترعرع في القصر وهو رجل الثقة للملك شهريار ويكن للملك وفاء صادق. هو ابن زعيم قبيلة «أميال» لهذا فهو محارب قوي وشجاع. له دور كبير في المسلسل وخصوصا خلال الحرب التي ستجمع مملكة شهريار مع الغزاة. يحظى بقوة بدنية فائقة وهدفه الأساسي هو الفوز في الحرب.
- محمد الخياري بدور الوزير أرسلان

أرسلان هو وزير شهريار وأب شهرزاد. توفيت زوجته وقام بتربية ابنتيه وحده. هو عادل، وفي، ولديه حس استماع
- زينب العلمي بدور دنيازاد

دنيازاد هي أخت شهرزاد. هي قريبة جدا من أختها وتعتبرها بمثابة أم لها. هي لطيفة ومتهورة وساذجة. في وقت فراغها، تحب استماع القصص والخرافات التي تحكيها لها شهرزاد
- يوسف بن حيون بدور فارس

مشهد من الحلقة الأولى: فارس ^{(يوسف بن حيون)} ودنيازاد ^{(زينب العلمي)} مع شهرزاد ^{(نادية كندة)}

فارس هو قريب شهرزاد ودنيازاد. فارس يحب سرا قريبته شهرزاد ولكنها لا تحس به وبعشقه. هو يأمل أن تلتفت شهرزاد إلى حبه يوما ما. اتجه إلى التجارة ليصبح غنيا ويصبح في وضعية مناسبة بكونها ابنة الوزير.
- حنان مسعودي بدور غالية

غالية وصيفة شهرزاد. هي وفية لشهرزاد وهدفها هو أن تبقى دائما من أقرب الناس لها
- حنينة السعدية بدور بلالة

هي رئيسة الوصيفات في القصر. نشيطة وصارمة، بلالة هي الكفيلة بالقصر وهدوئه
- محمد الطوسي بدور مسك

مسك هو ابن بلالة وهو رسول المملكة. يحب أم الغيث، قريبة شهريار رغم استحالة هذه العلاقة. قوته وعظمته يثيران إعجاب الكل
- أمينة العلام بدور جوهرة

جوهرة هي جنية الملك شهريار.
- محمد عياد بدور جعفر

جعفر قائد جيش الملك شهريار
- عبد الله بن سعيد بدور سكندر

سكندر هو عدو شهريار. يقوم بشن حرب على مملكة شهريار.
- كوثر تنوري بدور فكتوريا

فكتوريا أخت سكندر، شخصية قوية تفرض قرارتها عليه.

## نزاع
أثار المسلسل الكثير من الجدّل في الصحافة على خلفية نزاع قضائي دار ما بين شركة «كوموس بوردكسيون» ومخرج المسلسل أنور معتصم، حيث اتهمت الشركة المخرج بسرقة المسلسل والسطو على حقوقها والتعاقد مع مدي 1 تي في. غير أن العمل أنتج وبث كاملاً دون توقف.